# Othresypna catocaloides
Othresypna catocaloides là một loài bướm đêm trong họ Noctuidae.